# Kajiado (distrikt)
Kajiado är ett av Kenyas 71 administrativa distrikt, och ligger i provinsen Rift Valley. År 1999 hade distriktet 406 054 invånare. Huvudorten är Kajiado.

## Orter
- Isinya
- Kajiado
- Kitengela